# Litoria kuduki
Litoria kuduki är en groddjursart som först beskrevs av Richards 2007.  Litoria kuduki ingår i släktet Litoria och familjen lövgrodor. IUCN kategoriserar arten globalt som otillräckligt studerad. Inga underarter finns listade i Catalogue of Life.